# ایسابل مک کلاسکی
ایسابِل مَک کِلاسکی (به انگلیسی:Ysabel MacCloskey؛زاده ۱۹۱۵-درگذشت ۱۹۸۱) بازیگر اهل ایالات متحده آمریکا بود.
مک کلاسکی بیشتر در زمینه تئاتر فعالیت می کرد.او از زمان فارغ التحصیل شدن از دانشگاه کالیفرنیا، برکلی فعالیت در تئاتر را آغار کرد.مدتی هم به آلمان رفت و در اپرا های آنجا بازی کرد و آنجا بود که با شوهرش آشنا شد.از سال ۱۹۶۸ تا ۱۹۸۱ (زمان مرگ) در فیلم ها و سریال ها نیز حضور پیدا کرد.برای مثال،مک کلاسکی در سریال افسونگر نقش خاله هاگاتا را ایفا کرد.